# Regula Mühlemann
Regula Mühlemann (7 de enero de 1986) es una cantante de ópera, soprano, suiza.

## Biografía
Mühlemann nació en Adligenswil, Suiza, y estudió con Barbara Locher en la Escuela de Música de Lucerna, donde obtuvo con honores su maestría en artes. Sus primeros papeles como cantante de ópera fueron: Maturina  en Don Juan Tenorio de Gazzaniga; Barbarina en Las bodas de Fígaro Papagena en La Flauta Mágica; Doralice Il trionfo dell'onore de Scarlatti
En la versión de  Jens Neubert  (película) de la  ópera El cazador furtivo, de Weber, Mühlemann hizo el papel de  Ännchen por el que fue muy aplaudidada por la crítica: El Neue Zürcher Zeitung  la vio como "un descubrimiento del primer orden."  En la temporada de ópera de  2010 y 2011, Mühlemann cantó en el Teatro de Lucerna como solista en varias óperas: Mozart, en La Flauta Mágica "" y Alessandro Scarlatti, "Il trionfo dell'onore."

## Discografía

### CD
- 2014: Gioachino Rossini @– Petite messe solennelle, Peter Dijkstra, Chor des Bayerischen Rundfunks (Sony Clásico)
- 2016: Wolfgang Amadeus Mozart @– Le nozze di Figaro (cuando Barbarina), Yannick Nézet-Séguin, Orquesta de Cámara de Europa (Deutsche Grammophon)
- 2016: Mozart Arias, Umberto Benedetti Michelangeli, Kammerorchester Basel (Sony Clásico)
- 2017: Georg Philipp Telemann @– Reformations-Oratorium (Sony Clásico)
- 2017: Cleopatra: Arias Barroco, Robin Peter Müller, (Sony Clásico)
- 2018: Wolfgang Amadeus Mozart @– La clemencia de Tito (Mozart) (como Servilia), Yannick Nézet-Séguin, Orquesta de Cámara de Europa (Deustche Grammophon)
- 2019:  Regula Mühlemann, Tatiana Korsunskaya - Lieder Der Heimat = Songs From Home (Sony Classical)
- 2020:  Mozart @– Arias II, Regula Mühlemann, Kammerorchester Basel, Umberto Benedetti Michelangeli (Sony Classical)

### DVD
- 2010: Carl Maria von Weber @– Der Freischütz (como Ännchen) (Constantin Película)
- 2013: Wolfgang Amadeus Mozart @– Dado Zauberflöte (como Papagena), Simon Rattle, Berliner Philharmoniker
- 2014: Christoph Willibald Gluck @– Orfeo ed Euridice (como Amore), Václav Luks, Collegium 1704 (Arthaus Musik)
- 2014: Gaetano Donizetti @– L'elisir d'amore (como Gianetta), Pablo Heras-Casado, (Deutsche Grammophon)